# Коул Чейз, Аделаида
Аделаида Коул Чейз (англ. Adelaide Cole Chase; 1868, Бостон — 1944, Глостер) — американская художница.

## Биография
Дочь художника Джозефа Фокскрофта Коула и бельгийской пианистки Ирмы де Пельгром. В детстве Чейз много путешествовала со своими родителями по Европе и американскому Западу. Начала заниматься живописью под руководством своего отца, его друга Уинслоу Хомера и Фредерика Винтона, Хомер несколько раз рисовал её ребёнком. Затем училась в художественной школе в Бостоне у Фрэнка Уэстона Бенсона и Эдмунда Тарбелла. С 1890 года совершенствовалась в Париже под руководством Жан-Поля Лорана и Каролюса-Дюрана. С 1892 года была замужем за бостонским архитектором Уильямом Чейзом.
Первая персональная выставка Коул Чейз состоялась в 1901 году. В 1904 и 1915 годах удостаивалась серебряных медалей на международных выставках в Сан-Франциско и Сент-Луисе соответственно. В 1906 году избрана членом-корреспондентом Национальной Академии. Известно преимущественно как автор портретов, особенно женских.